# 大桐村
大桐村（おおぎりむら）は、高知県高岡郡にあった村。現在の越知町の中部、坂折川の左岸にあたる。

## 地理
- 山岳：横倉山
- 河川：坂折川

## 歴史
- 1889年（明治22年）4月1日 - 町村制の施行により、大平村・切見川村の区域をもって発足。
- 1889年（明治22年）4月1日 - 大字大平の一部が大字中大平・五味となる。
- 1954年（昭和29年）3月20日 - 高岡郡越知町・吾川郡横畠村と合併し、改めて越知町が発足。同日大桐村廃止。